# قوة عظمى صغيرة
قوة عظمى صغيرة هي التسمية المستخدمة لتصور المكانة الدولية لبعض الدول وخاصة إيطاليا. نشأ هذا المفهوم مع توحيد إيطاليا في أواخر القرن التاسع عشر، عندما تم قبول إيطاليا في الوفاق الأوروبي. في الوقت الحاضر، تعد إيطاليا أيضًا جزءًا من مجموعات القوى العالمية مثل ثلاثي الاتحاد الأوروبي وحلف شمال الأطلسي ومجموعة السبع ومجموعات الاتصال الدولية. تعد إيطاليا أيضًا أحد الممولين الرئيسيين للأمم المتحدة، والدولة الرائدة في متحدون من أجل الإجماع، وتعد واحدة من الدول ذات الأهمية «الرئيسية» في تقديم خدمات الشحن والنقل الجوي والتنمية الصناعية. المصطلحات البديلة التي يستخدمها الأكاديميون والمراقبون لوصف هذا المفهوم تشمل «قوة عظمى متقطعة» و«دول الحد الأدنى من القوى العظمى».

## نقاط القوة والضعف
تشمل نقاط القوة لإيطاليا اقتصادًا متقدمًا واسعًا  (من حيث الثروة الوطنية وصافي نصيب الفرد من الثروة والناتج المحلي الإجمالي الوطني) وقوة تصنيعية كبيرة وسوقًا كبيرًا للسلع الكمالية وميزانية وطنية كبيرة وثالث أكبر احتياطي ذهب في العالم. لديها واحدة من أكبر حقوق السحب الخاصة وقوة التصويت في صندوق النقد الدولي. البلاد هي قوة ثقافية عظمى ولها علاقات وثيقة مع بقية العالم الكاثوليكي باعتبارها موطن البابا. تُعد إيطاليا لاعبًا رئيسيًا في الحفاظ على الأمن الدولي، لا سيما في منطقة البحر الأبيض المتوسط الأوسع،  من خلال أداء مهام الشرطة الجوية لحلفائها وقيادة القوات متعددة الجنسيات في الدول الأجنبية. لذلك طورت البلاد قدرات عسكرية كبيرة من خلال بناء حاملتي طائرات وإنشاء بعض القواعد العسكرية الخارجية. كانت البحرية الإيطالية أول من أطلق صاروخًا باليستيًا متوسط المدى من البحر، وهو يو جي إم-27 بولاريس أطلق من الطراد جوزيبي غاريبالدي. البلد موطن لقاعدتين نوويتين، وكجزء من برنامج الناتوللمشاركة النووية، فإن لديها قدرة نووية انتقامية على الرغم من كونها اسمياً دولة غير نووية. وفقًا للرئيس الإيطالي السابق فرانشيسكو كوسيغا، كانت خطط إيطاليا للرد خلال الحرب الباردة تتمثل في إلقاء قنابل نووية ضد تشيكوسلوفاكيا والمجر في حالة الضربة الأولى للسوفييت ضد أعضاء الناتو. واعترف بوجود أسلحة نووية أمريكية في إيطاليا وتكهن باحتمال وجود أسلحة نووية بريطانية وفرنسية. طورت إيطاليا سرًا برنامجها الخاص بالأسلحة النووية، وواحدًا بالتعاون مع فرنسا وألمانيا، لكنها تخلت عن مثل هذه المشاريع عندما انضمت إلى برنامج المشاركة النووية. طورت الدولة نظام صواريخ مضادة للصواريخ الباليستية. وطورت العديد من مركبات الإطلاق الفضائي مثل الفا ومؤخراً فيغا. إيطاليا هي موطن واحد من إثنين من مراكز العمليات الأرضية لنظام الملاحة عبر الأقمار الصناعية غاليليو.
تساهم إيطاليا بشكل كبير في البحث العلمي وتدير بعض محطات البحث الدائمة في القارة القطبية الجنوبية. من حيث القدرة على التحليق في الفضاء، تمتلك الدولة مركز بروجليو للفضاء. البلد مساهم رئيسي في وكالة الفضاء الأوروبية ومحطة الفضاء الدولية.
ضعف إيطاليا ومشاكلها الهيكلية تشمل: عدم الاستقرار السياسي الداخلي والدين العام الكبير والنمو الاقتصادي المنخفض في السنوات العشر الماضية والانقسام الاجتماعي والاقتصادي الكبير بين الوسط والشمال والجنوب.

## ملخص

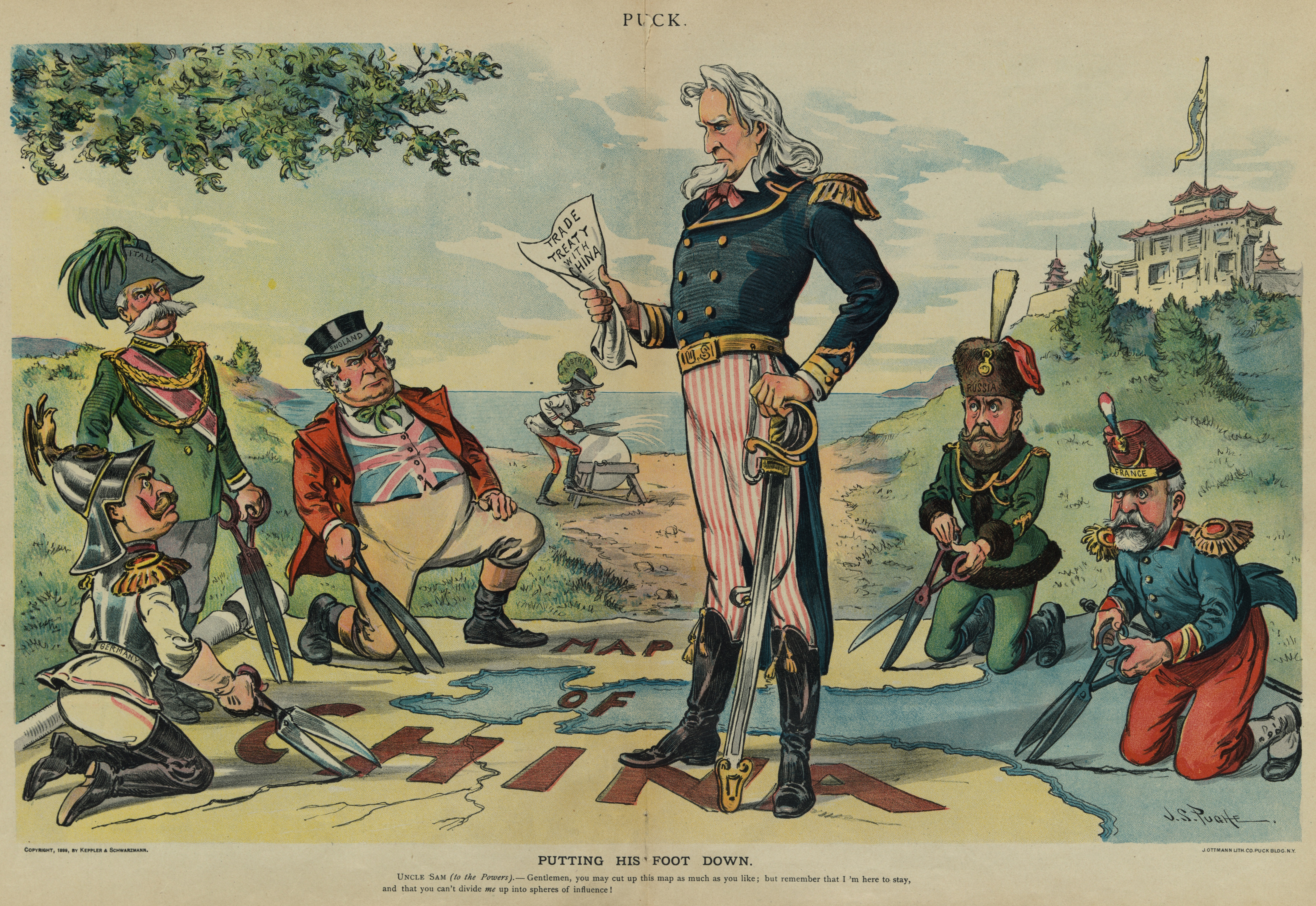
خطط القوى الكبرى لتقطيع الصين؛ الولايات المتحدة، ألمانيا، إيطاليا، المملكة المتحدة، فرنسا، روسيا، النمسا، 23 أغسطس 1899.

مراحل التوحيد الإيطالي خلال 1829-1871

بعد توحيد إيطاليا، تم الاعتراف بإيطاليا الموحدة حديثًا باعتبارها «القوة العظمى السادسة» من قبل النمسا وبروسيا وفرنسا وروسيا والإمبراطورية البريطانية. حقق الإيطاليون الوحدة والاستقلال عن النمسا وآل بوربون، وأمنوا الوحدة الوطنية في عام 1861. دعت البابوية فرنسا إلى مقاومة التوحيد، خوفًا من أن يؤدي التخلي عن السيطرة على الولايات البابوية إلى إضعاف الكنيسة والسماح لليبراليين بالسيطرة على الكاثوليك المحافظين. استولت إيطاليا على روما عام 1870 وشكلت لاحقًا الحلف الثلاثي مع ألمانيا والنمسا. في نفس العام، استولت الحكومة الإيطالية على مدينة عصب الساحلية المطلة على البحر الأحمر، لتصبح أول إقليم خارجي لإيطاليا.
هزمت إيطاليا الإمبراطورية العثمانية في 1911-1912. بحلول عام 1914، استحوذت إيطاليا على إريتريا، وهي محمية كبيرة في الصومال الإيطالي وسلطة إدارية في ليبيا. خارج إفريقيا، امتلكت إيطاليا امتيازًا صغيرًا في تينتسين في الصين (بعد تدخل حلف الأمم الثمانية في ثورة الملاكمين) وجزر دوديكانيسيا قبالة سواحل تركيا.
هاجمت النمسا شروط التحالف وقررت إيطاليا المشاركة في الحرب العالمية الأولى كقوة رئيسية متحالفة مع فرنسا والمملكة المتحدة واليابان. خلال الحرب، احتلت إيطاليا جنوب ألبانيا لمنعها من السقوط في يد النمسا والمجر. في عام 1917، أقامت حماية على ألبانيا، وظلت قائمة حتى عام 1920. هزمت إيطاليا الإمبراطورية النمساوية في فيتوريو فينيتو عام 1918 وأصبحت أحد الأعضاء الدائمين في المجلس التنفيذي لعصبة الأمم.

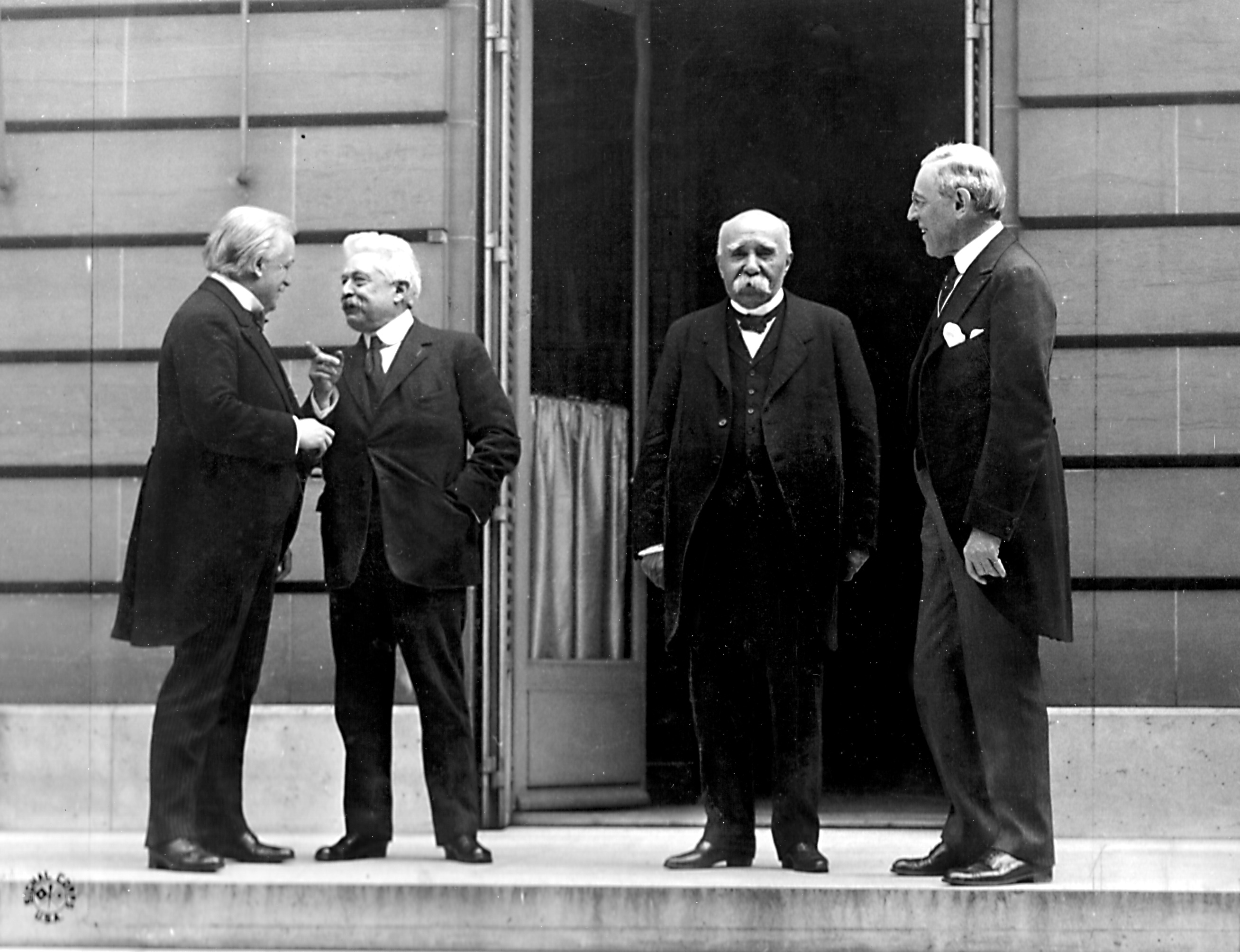
"الأربعة الكبار" في الحرب العالمية الأولى في مؤتمر باريس للسلام 1919: ديفيد لويد جورج، فيتوريو إيمانويل أورلاندو، جورج كليمنصو، وودرو ويلسون.

سعت الحكومة الفاشية التي وصلت إلى السلطة مع بينيتو موسوليني في عام 1922 إلى زيادة حجم الإمبراطورية الإيطالية وإرضاء مطالبات الوحدويين الإيطاليين. في 1935-1936، نجحت إيطاليا في غزوها الثاني لإثيوبيا ودمجت أراضيها الجديدة مع مستعمراتها القديمة في شرق إفريقيا. في عام 1939، غزت إيطاليا ألبانيا وضمتها إلى الدولة الفاشية. خلال الحرب العالمية الثانية (1939-1945)، شكلت إيطاليا تحالف المحور مع اليابان وألمانيا واحتلت العديد من الأراضي (مثل أجزاء من فرنسا واليونان ومصر وتونس) لكنها اضطرت في السلام النهائي للتخلي عن جميع محمياتها.
بعد الحرب الأهلية والكساد الاقتصادي الذي تسببت فيه الحرب العالمية الثانية، تمتعت إيطاليا بمعجزة اقتصادية وعززت الوحدة الأوروبية وانضمت إلى الناتو وأصبحت عضوًا نشطًا في الاتحاد الأوروبي. عندما نالت الصومال استقلالها عام 1960، انتهت تجربة إيطاليا التي استمرت ثمانية عقود مع الاستعمار.
خلال معظم النصف الثاني من القرن العشرين، سيطر الديمقراطيون المسيحيون على المشهد السياسي الإيطالي متبعين سياسة خارجية تهدف إلى تعزيز الحوار بين الشرق والغرب. نتيجة لذلك، قررت إيطاليا بناء علاقات وثيقة مع العالم العربي والاتحاد السوفيتي.
في عام 1962، فضل رئيس الوزراء أمنتوري فانفاني التسوية بين الولايات المتحدة والاتحاد السوفيتي خلال الأزمة الكوبية عن طريق إزالة صواريخ جوبيتر الباليستية من الأراضي الإيطالية. في السبعينيات، وقع وزير الخارجية ألدو مورو اتفاقًا سريًا (يُعرف باسم لودو مورو) مع منظمة التحرير الفلسطينية، يعكس الوضع الخاص الذي منحه ألتشيدي دي غاسبيري للموساد الإسرائيلي من قبل (ما يسمى لودو دي غاسبيري).

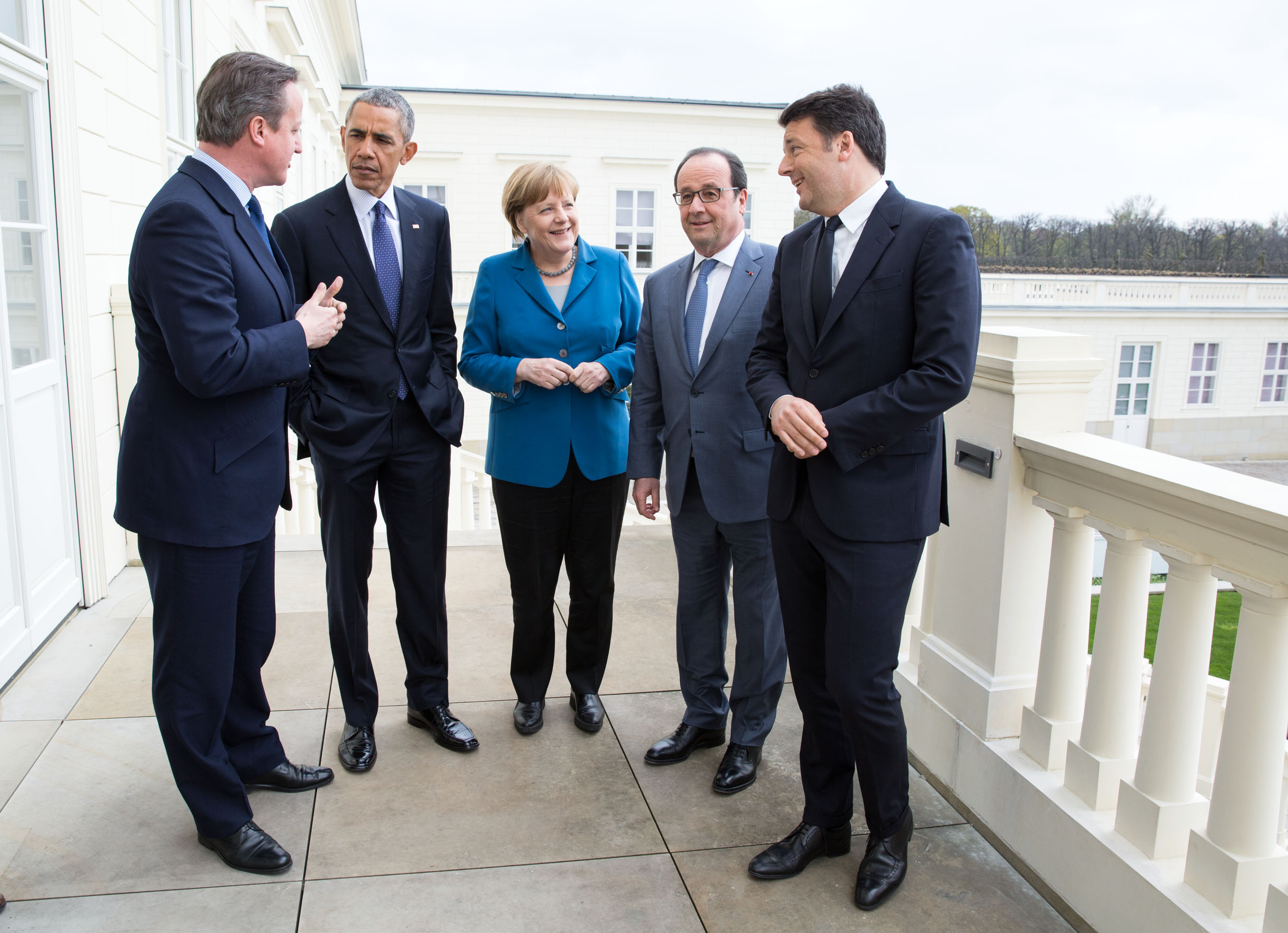
ديفيد كاميرون، باراك أوباما، أنجيلا ميركل، فرانسوا هولاند وماتيو رينزي. إيطاليا هي أقل القوة العظمى في "الخماسية".

في الثمانينيات، تحت قيادة الاشتراكي بيتينو كراكسي، عملت إيطاليا كقوة إقليمية في البحر الأبيض المتوسط. حذر كراكسي القذافي من قصف الولايات المتحدة لليبيا عام 1986، مما سمح له بالنجاة من الهجوم، وأمر أجهزة المخابرات الإيطالية بالتخطيط لانقلاب في تونس لدعم تنصيب بن علي رئيسًا جديدًا للبلاد.
كان جوليو أندريوتي آخر ديمقراطي مسيحي شغل منصب رئيس الوزراء بين عامي 1989 و1992. على الرغم من كونه معاديًا لإعادة توحيد ألمانيا، فقد أصبح أحد آباء معاهدة ماستريخت جنبًا إلى جنب مع المستشار الألماني هيلموت كول والرئيس الفرنسي فرانسوا ميتران، على عكس مارجريت تاتشر.

## ملحوظات
1. ↑  The concept of Mediterraneo Allargato (Enlarged Mediterranean) includes the القرن الأفريقي, the البلقان and the الشرق الأوسط وشمال أفريقيا region